# Biserica reformată din Jebucu

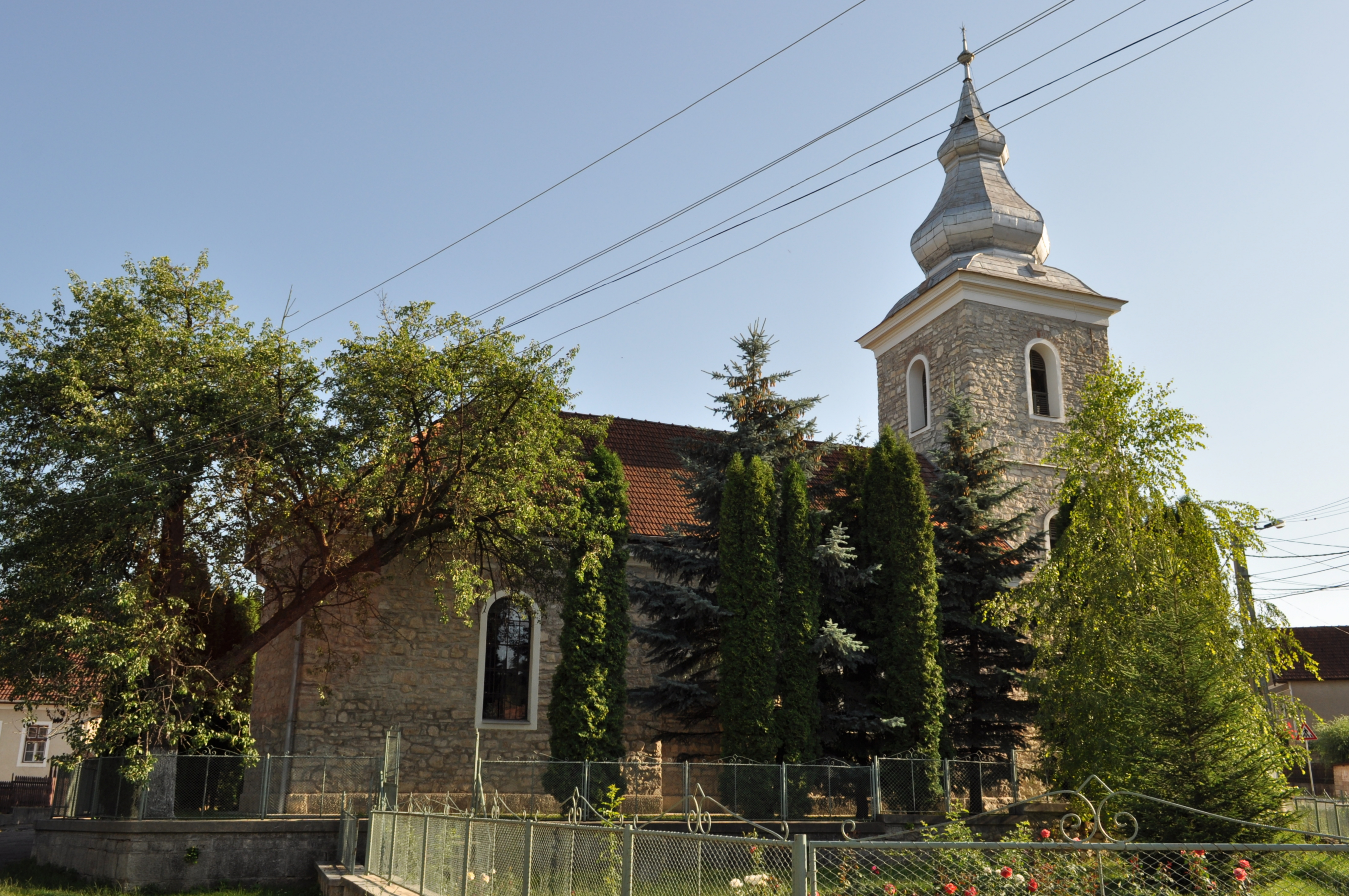
Biserica reformată din Jebucu, comuna Almașu, județul Sălaj, foto: iulie 2012.

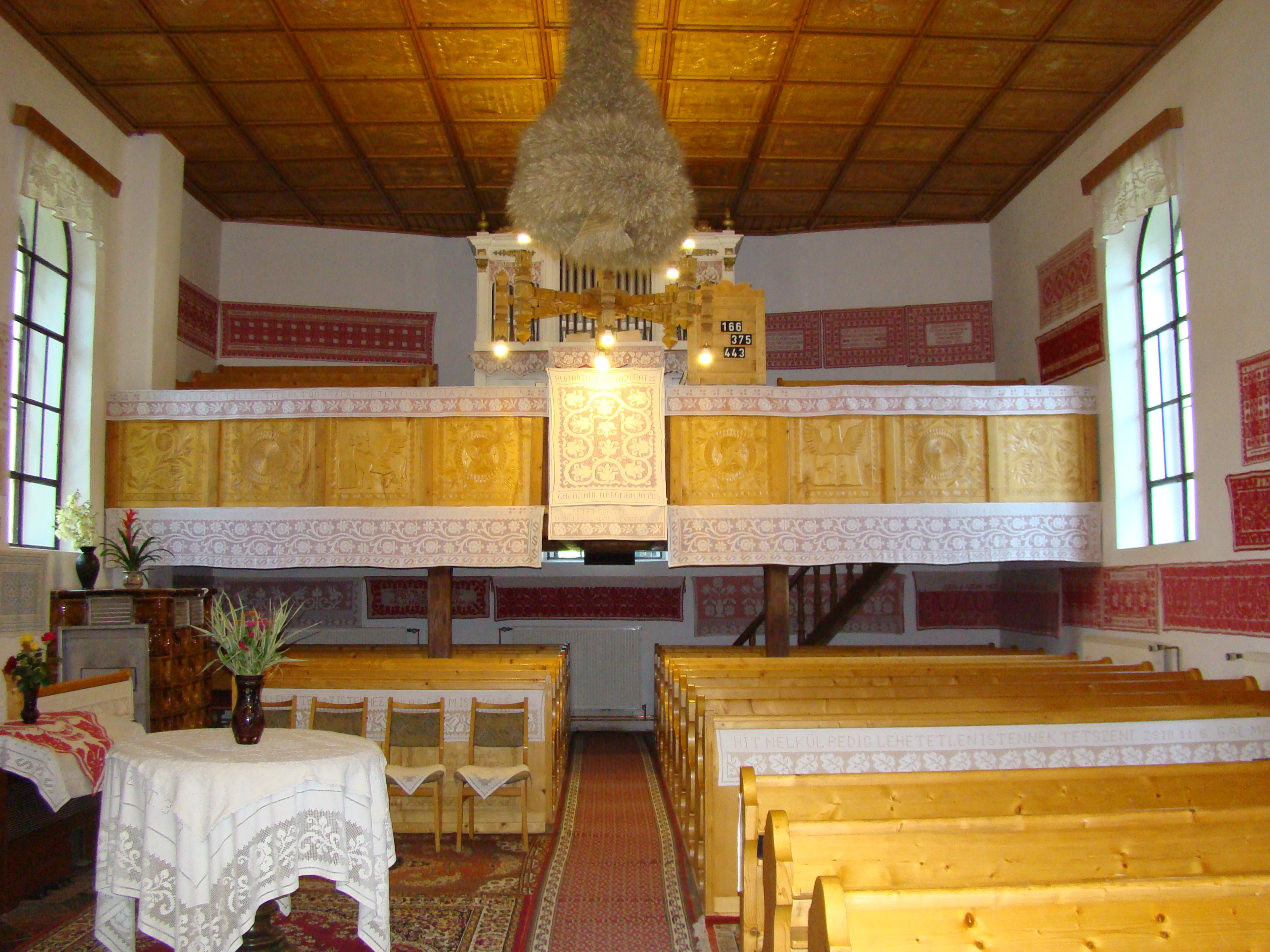
Biserica reformată din Jebucu, comuna Almașu, județul Sălaj, foto: iulie 2012.

Biserica reformată din Jebucu, comuna Almașu, județul Sălaj, datează din secolul XVII. Biserica nu se află pe noua listă a monumentelor istorice. 

## Localitatea
Jebucu (în maghiară: Zsobok) este un sat în comuna Almașu din județul Sălaj, Transilvania, România. Prima atestare documentară este din anul 1391, sub numele de Sobok.

## Istoric și trăsături
Jebucu a avut pe teritoriul său o mănăstire benedictină încă de pe vremea năvălirii tătarilor. Capitelul unei coloane se poate vedea la intrarea în biserica actuală. În documentele din 1490 sunt referiri la biserica catolică ridicată probabil în secolul XIII și dispărută în mijlocul secolului XVII. În 1681 populația convertită în reformați a ridicat o nouă biserică. Turnul i-a fost adăugat în 1840. Cele două clopote au fost turnate în 1792 și 1803.
Orga a fost realizată în 1819, dar în urma incendiului de proporții din 1876 au rămas doar pereții. Biserica a fost refăcută în 1879 la aspectul de astăzi. În 1992 edificiul a fost restaurat, de atunci corul și tavanul este decorat cu casete noi din lemn, sculptate. Cristelnița bisericii vechi este amplasată în curtea bisericii.

## Imagini

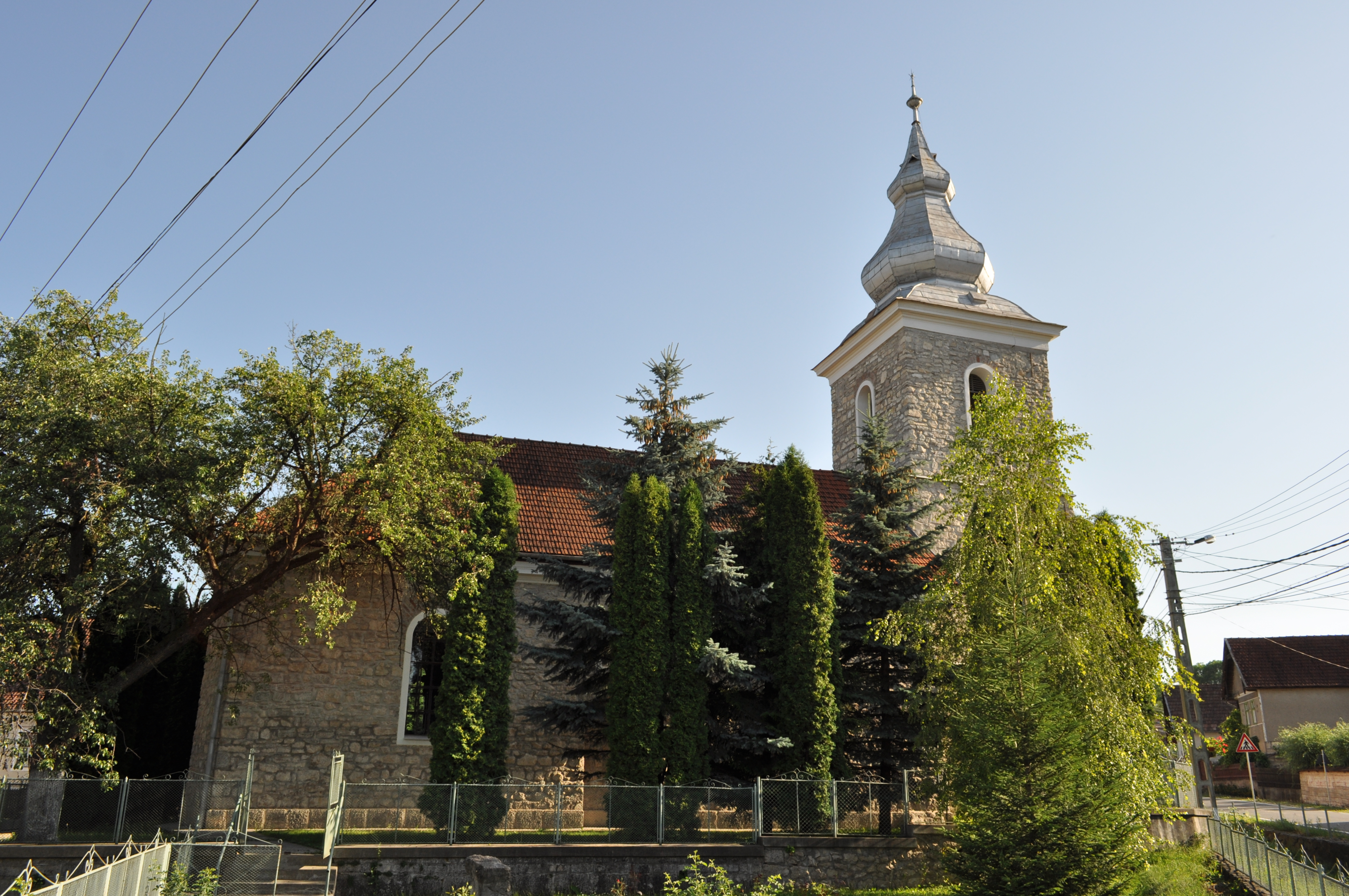
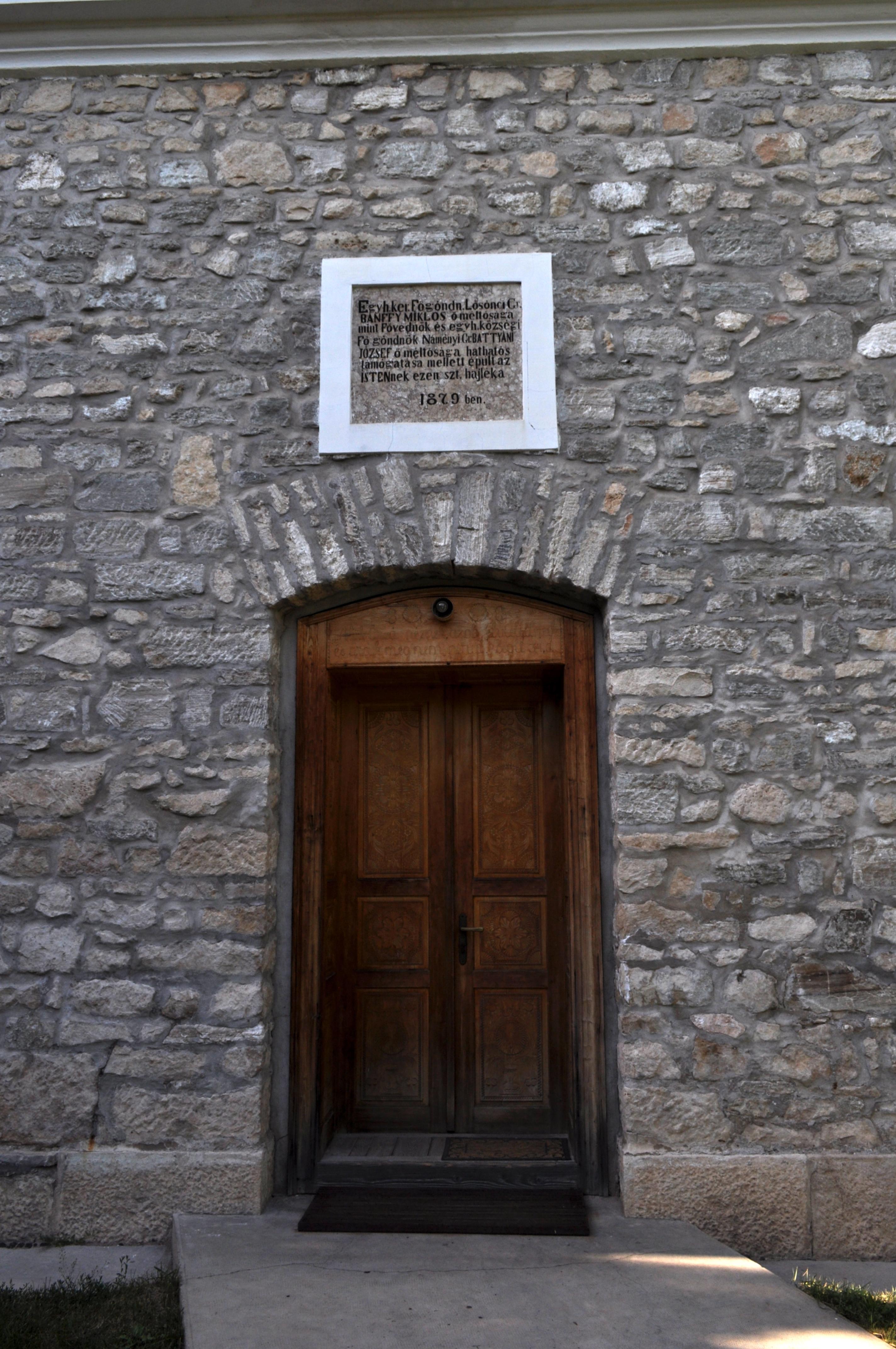
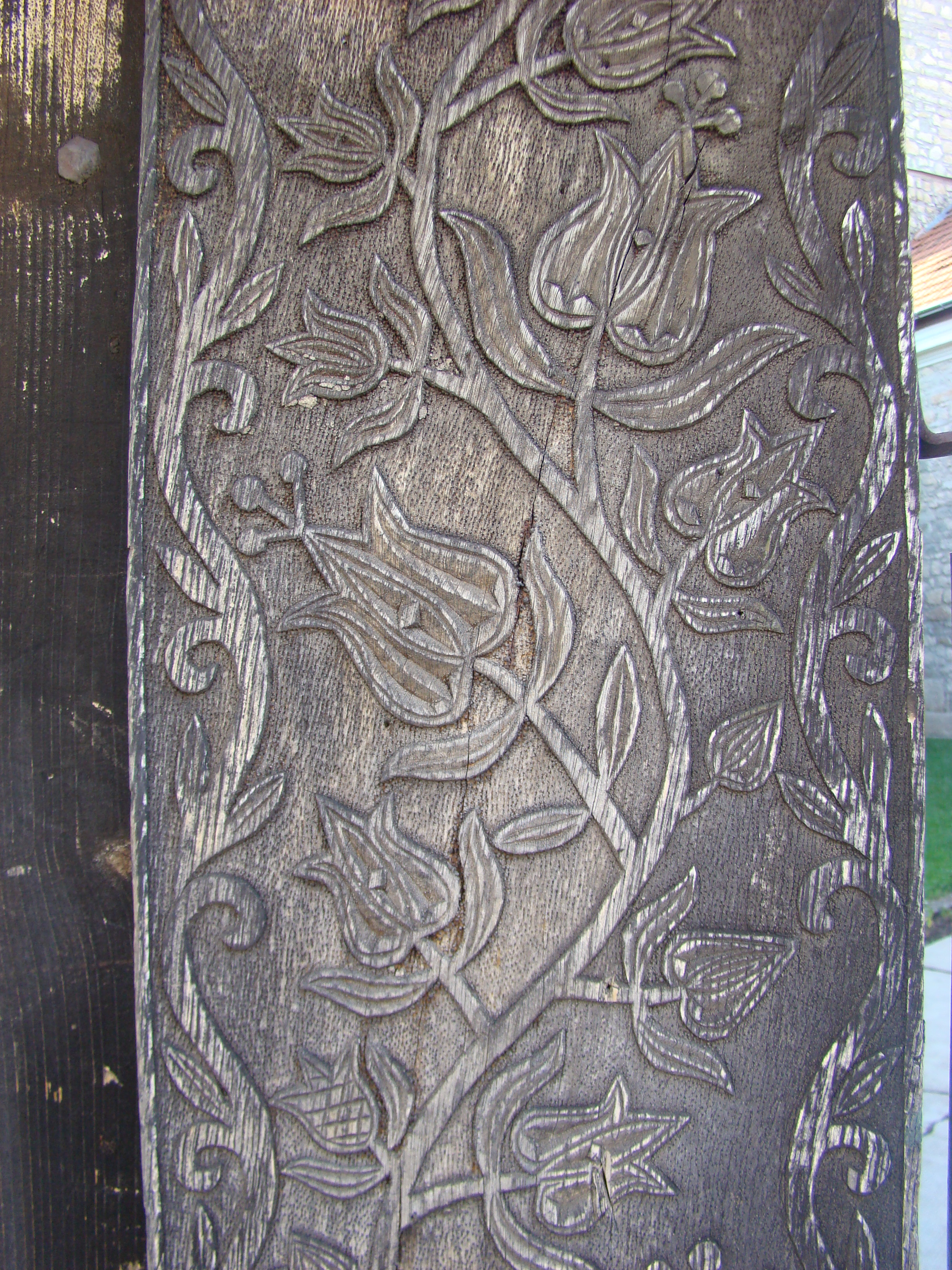
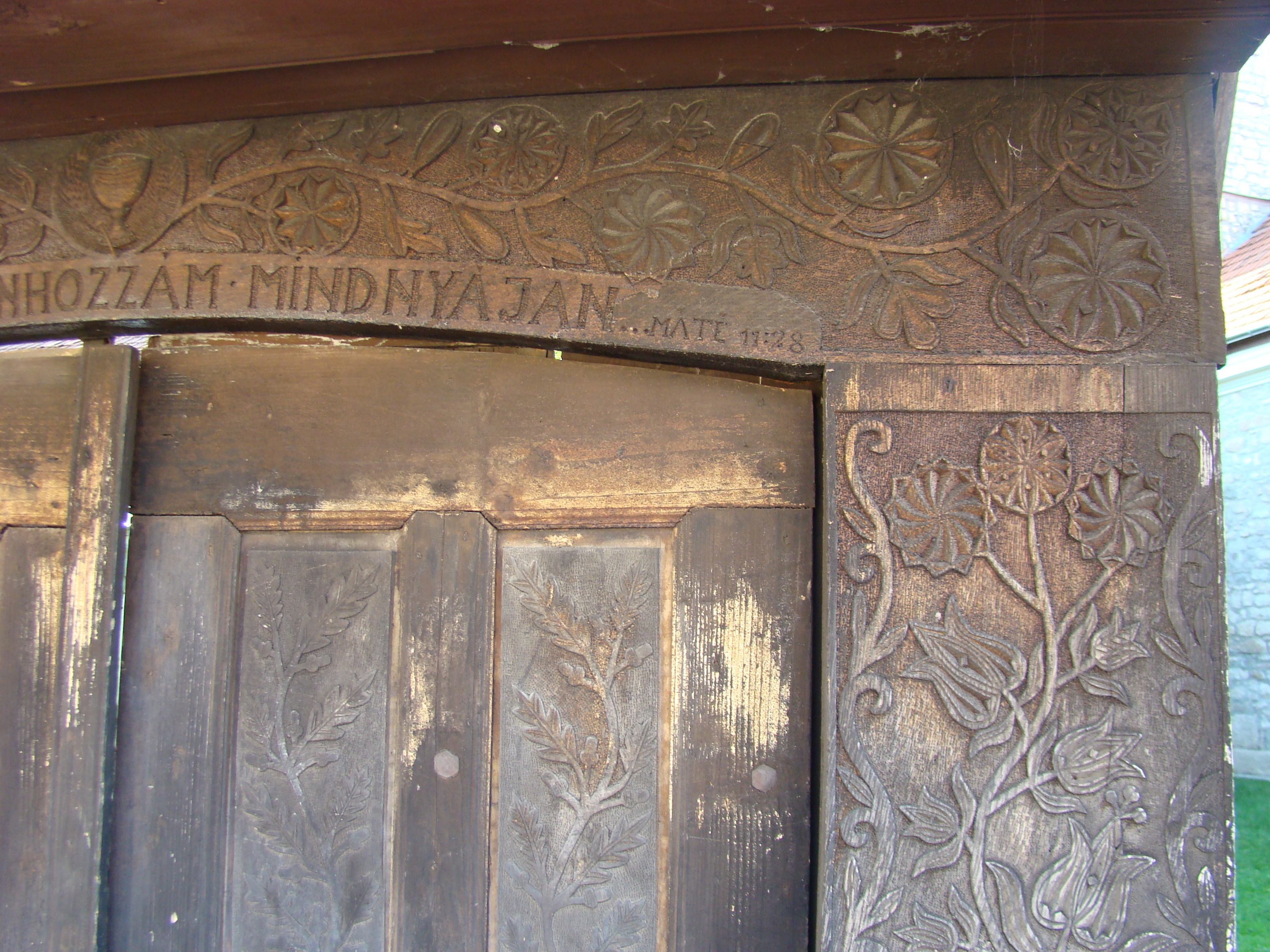
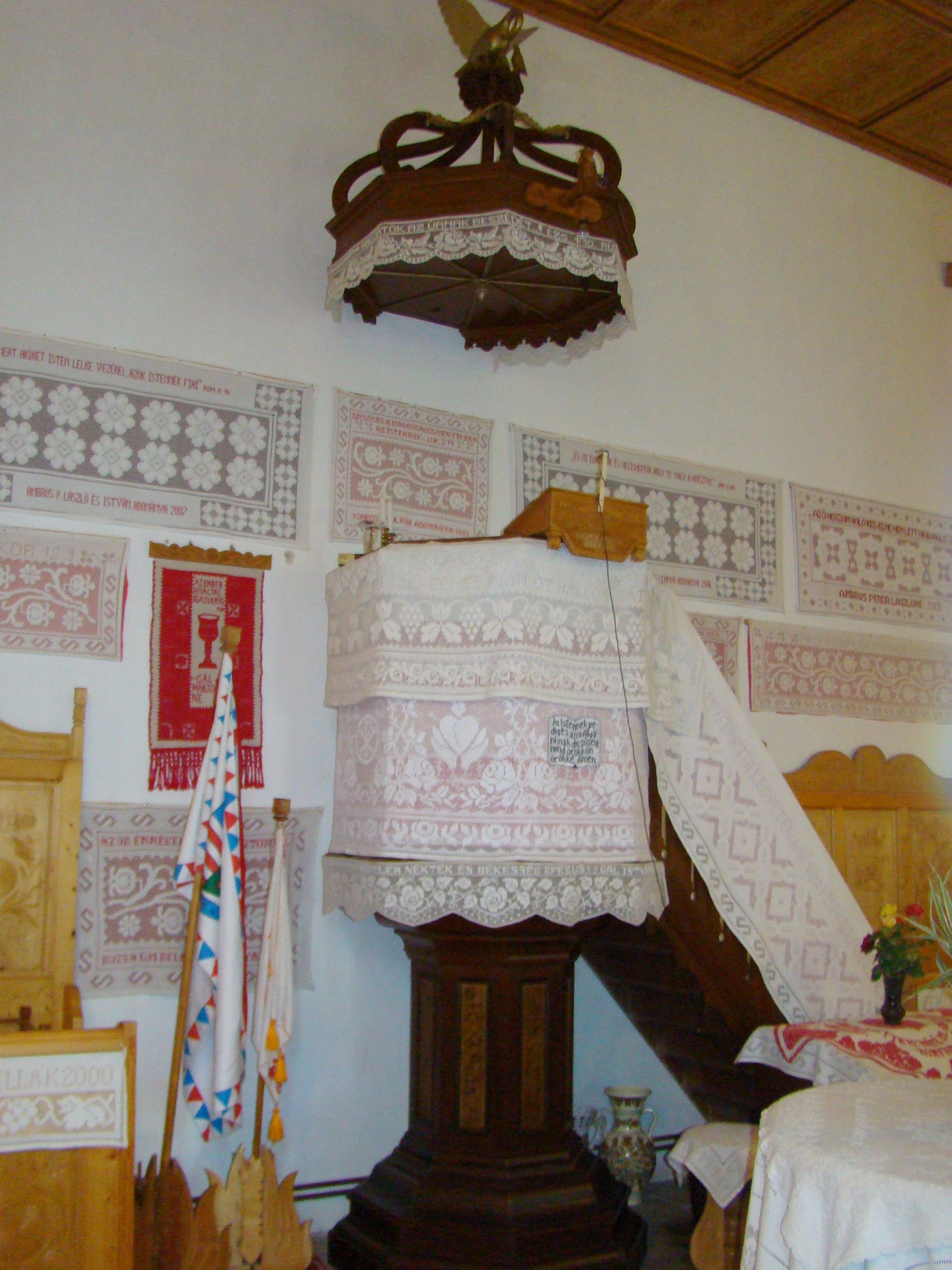
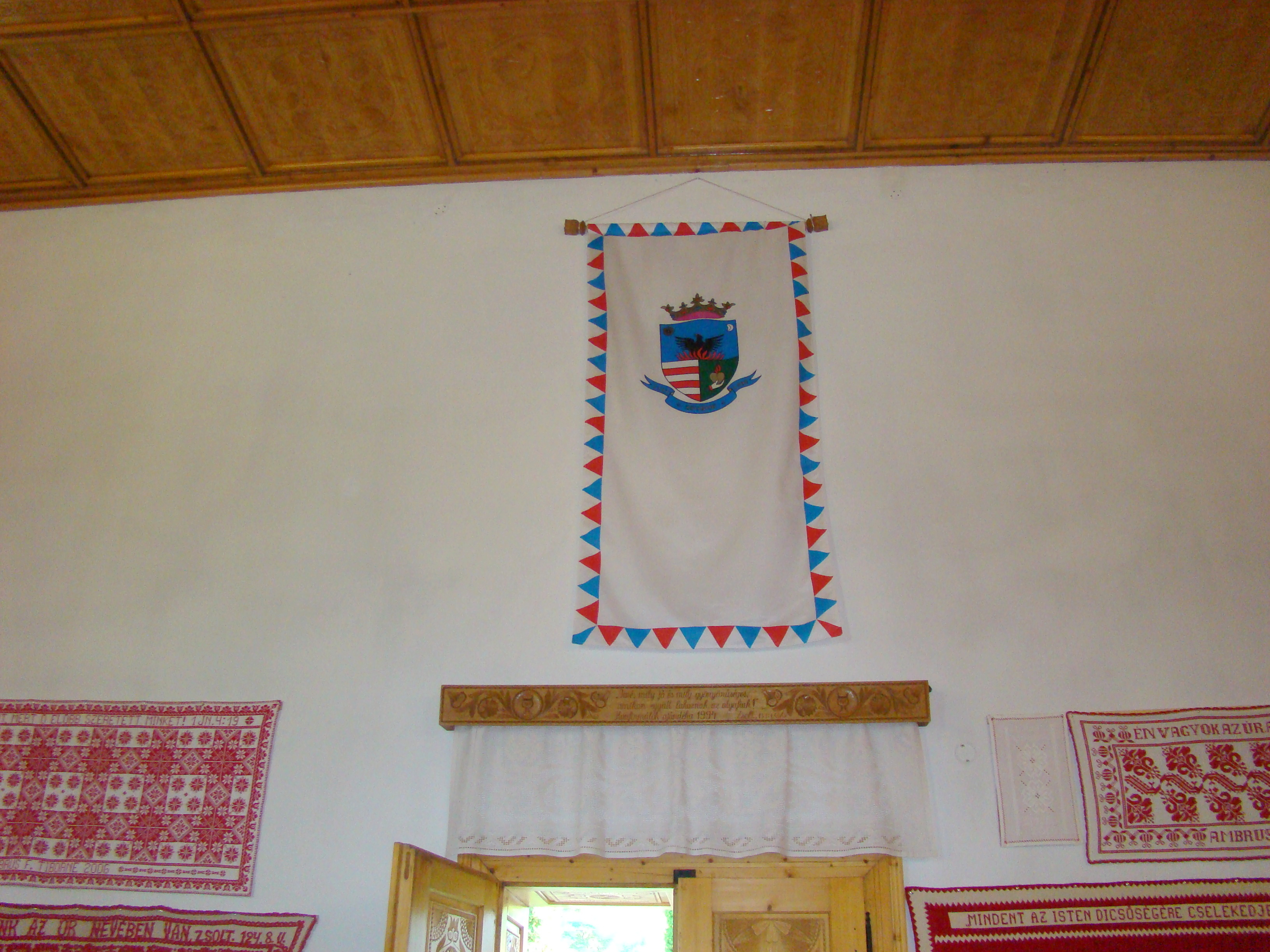
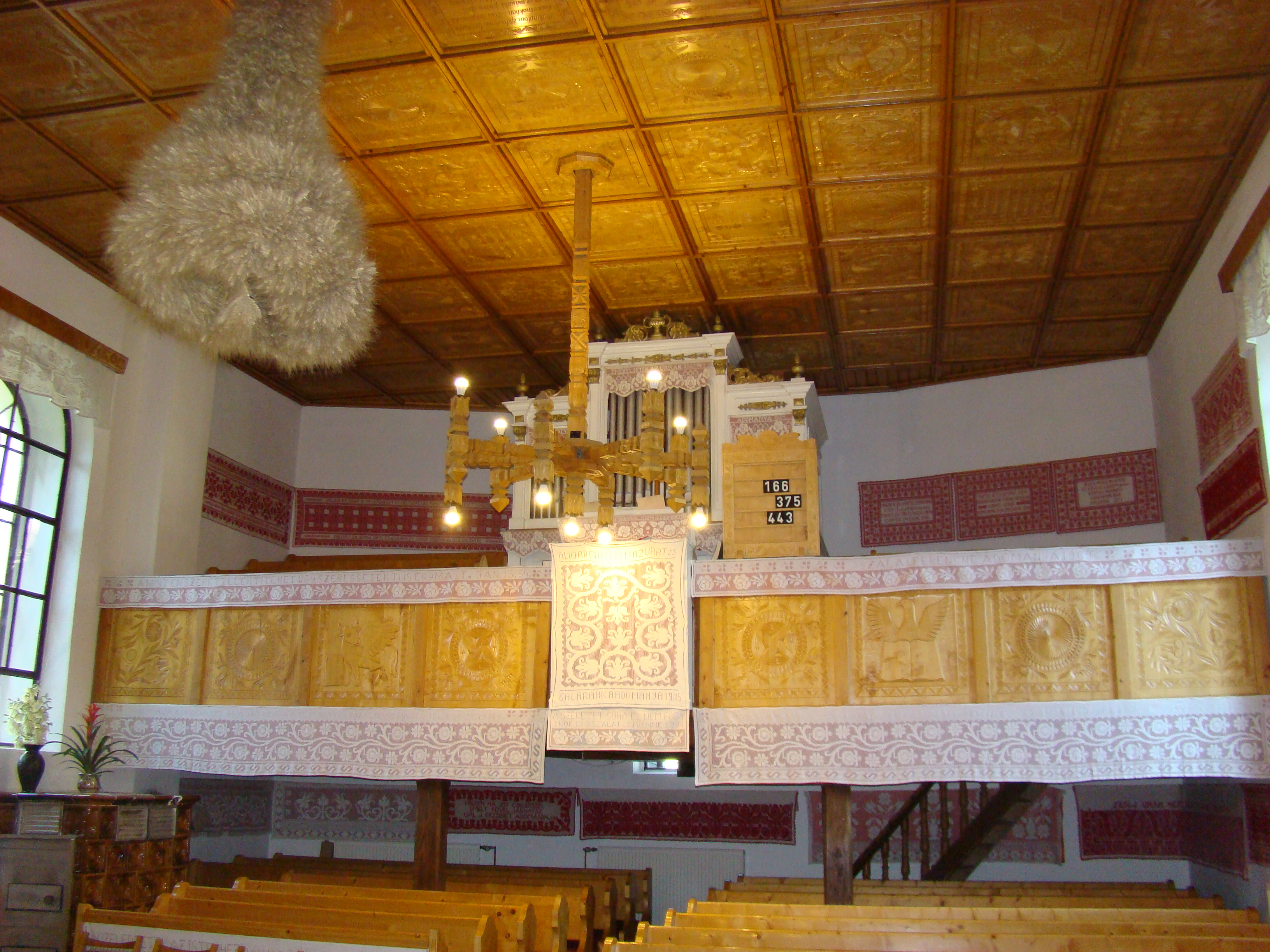
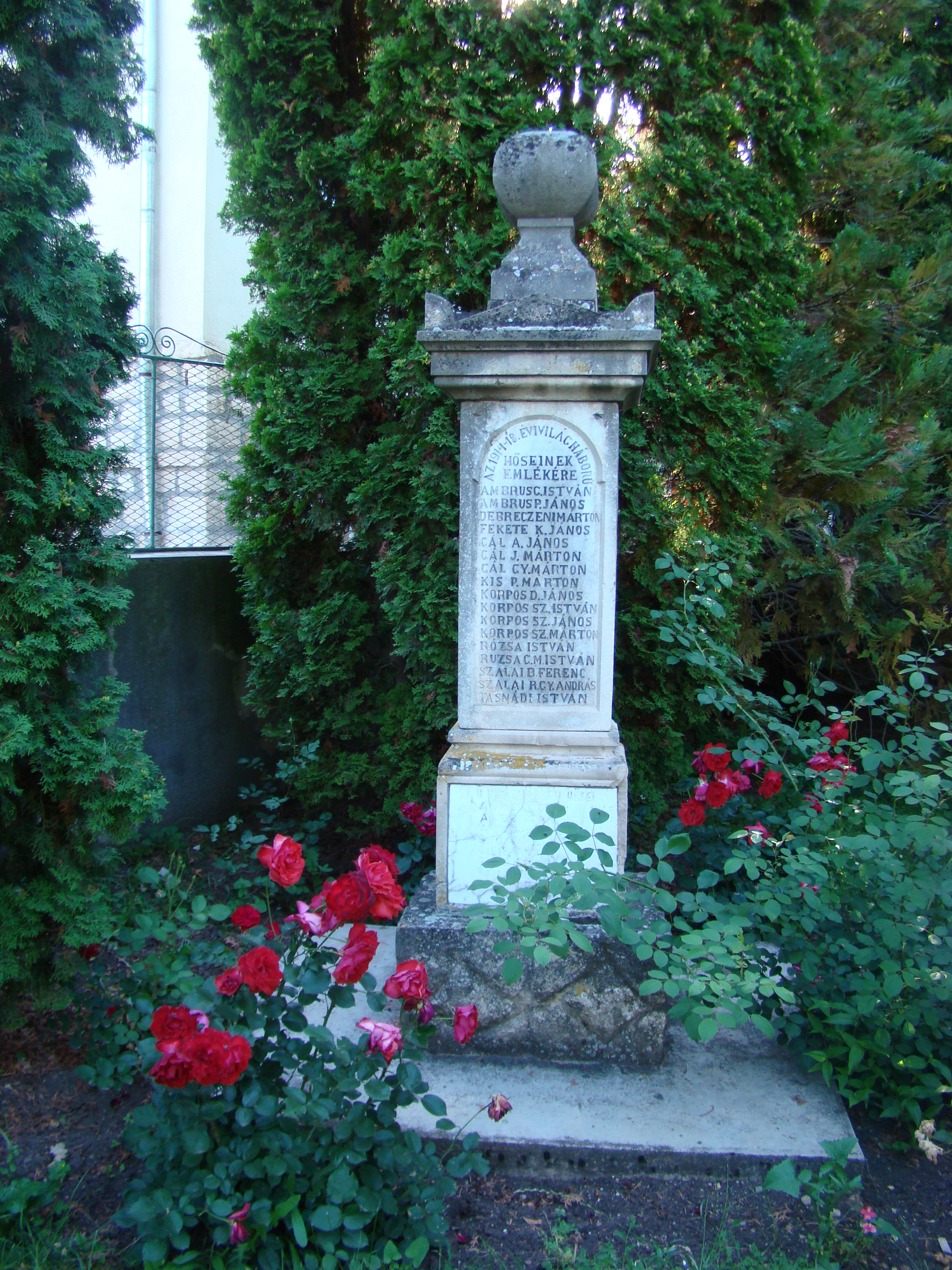